# BGL Luxembourg Open 2010
BGL Luxembourg Open 2010 — жіночий тенісний турнір, що проходив на закритих кортах з твердим покриттям. Це був 15-й за ліком BGL Luxembourg Open. Належав до турнірів WTA International в рамках Туру WTA 2010. Відбувся у Люксембургу (Люксембург). Тривав з 16 до 24 жовтня 2010 року. Роберта Вінчі здобула титул в одиночному розряді.

## Переможниці та фіналістки

### Одиночний розряд
Роберта Вінчі —  Юлія Гергес 6–3, 6–4.
- Для Вінчі це був перший титул за сезон і третій - за кар'єру.

### Парний розряд
Тімеа Бачинскі /  Татьяна Гарбін —  Івета Бенешова /  Барбора Стрицова 6–4, 6–4

## Учасниці

### Сіяні учасниці
| Країна     | Гравчиня          | Рейтинг1 | Сіяна |
| ---------- | ----------------- | -------- | ----- |
| Росія      | Олена Дементьєва  | 9        | 1     |
| Франція    | Араван Резаї      | 15       | 2     |
| Бельгія    | Яніна Вікмаєр     | 18       | 3     |
| Сербія     | Ана Іванович      | 29       | 4     |
| Словаччина | Даніела Гантухова | 30       | 5     |
| Швейцарія  | Тімеа Бачинскі    | 41       | 6     |
| Австралія  | Ярміла Грот       | 42       | 7     |
| Німеччина  | Юлія Гергес       | 43       | 8     |

- Посів ґрунтується на рейтингові станом на 11 жовтня 2010.

### Інші учасниці
Гравчині, що отримали вайлд-кард на участь в основній сітці:
- Олена Дементьєва
- Менді Мінелла
- Юлія Путінцева
- Віржіні Раззано

Нижче наведено гравчинь, які пробились в основну сітку через стадію кваліфікації:
- Мона Бартель
- Луціє Градецька
- Івана Лісяк
- Катрін Верле

Гравчиня, що потрапила в основну сітку як щасливий лузер:
- Джилл Крейбас